# Colegiata de Neumünster
La iglesia colegial de Neumünster (en francés: Collégiale de Neumünster o en inglés: Neumünster Collegiate church o en alemán: Kollegiatstift Neumünster) está situada en Wurzburgo. Se trata de un templo románico construido en el siglo XII por lo que es considerado de románico temprano .Erigida por orden del Adalberón de Wurzburgo, fue el Obispo de Wurzburgo y santo de la iglesia católica del año 1060, la iglesia colegial de Neumünster fue renovada y ampliada por su lado este entre 1188 y 1250 en estilo románico y en arquitectura románica, y se ha conservado en su mayor parte hasta hoy. Entre 1711 y 1716, una vez demolida el coro románico, Josef Greising construyó la fachada oeste y la cúpula en estilo barroco y en arquitectura barroca. A estas transformaciones barrocas les siguió la barroquización del interior, realizada a partir de 1725 por los hermanos Johann Baptist Zimmermann y Dominikus Zimmermann. En la Segunda Guerra Mundial, la iglesia fue destruida. Entre 1945 y 1952 se consiguió reconstruir el espacio interior.